# Byambasuren Sharav
Byambasuren Sharav (en mongol : Бямбасүрэнгийн Шарав, Byambasürengiin Sharav) (13 novembre 1952, Khentii - 15 juillet 2019 à Oulan-Bator) est un compositeur et pianiste mongol.

## Biographie
Byambasuren Sharav est né à Jargaltkhaan Sum dans la province de Khentii. Enfant, son père lui a appris à jouer de l'accordéon. Professeur de musique dans une école primaire, il a commencé à composer des chansons pour enfants. À partir de 1975, il étudie au conservatoire de Sverdlovsk en Union soviétique.
Il est décédé le 15 juillet 2019[réf. nécessaire].

## Œuvres
Byambasuren Sharav a composé plus de 200 chansons, pour plus de vingt grands films, huit concertos pour instruments folkloriques mongols, trois symphonies et quatre ballets. Il a été engagé par Yo-Yo Ma pour le projet Route de la soie en 2000, pour lequel il a écrit sa pièce Legend of Herlen.
Composition de Genghis Khan (2003).
Deux de ses compositions ont été présentées au Festival de musique pan-asiatique de Stanford en février 2011

## Récompenses
- Byambasuren Sharav a reçu le prix du meilleur artiste des arts de la Mongolie en 2002[réf. nécessaire].
- Il a également reçu le titre de Héros du peuple (en mongol : Хөдөлмөрийн баатар) en 2019.